# Jenő Ghyczy

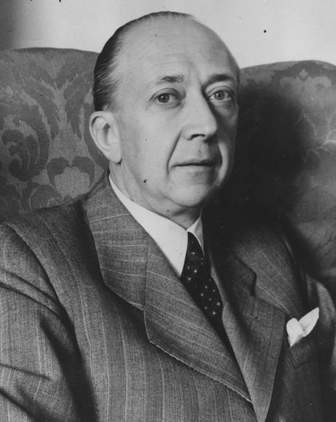
Jenő Ghyczy

Jenő Ghyczy de Ghicz, Assakürt et Ablánczkürt (Újpuszta, 4 mei 1893 – Boedapest, 18 januari 1982) was een Hongaars politicus die van 1943 tot 1944 minister van Buitenlandse Zaken was.
Tot aan het uiteenvallen van de Oostenrijks-Hongaarse monarchie was hij consulair attaché voor Oostenrijk-Hongarije en nadien voor Hongarije. In november 1919 werd hij consul, in januari 1923 consul-generaal en in januari 1933 ambassadeur. Hij werkte als ambtenaar op de ambassades van Praag (1929-1935), Belgrado (1936-1937) en Berlijn (1937-1939). Vanaf 1939 was Ghyczy het diensthoofd van de politieke afdeling van het Hongaars ministerie van Buitenlandse Zaken. In december 1940 werd hij buitengewoon en gevolmachtigd minister. Van juli 1943 tot maart 1944 was hij minister van Buitenlandse Zaken.
Ghyczy was een van de meest vooraanstaande stemmen die ervoor pleitte om uit de Tweede Wereldoorlog te stappen en probeerde contacten aan te knopen met het Verenigd Koninkrijk en de Verenigde Staten. Na maart 1944 speelde hij geen enkele politieke rol meer.